# Textura (gráficos por computadora)

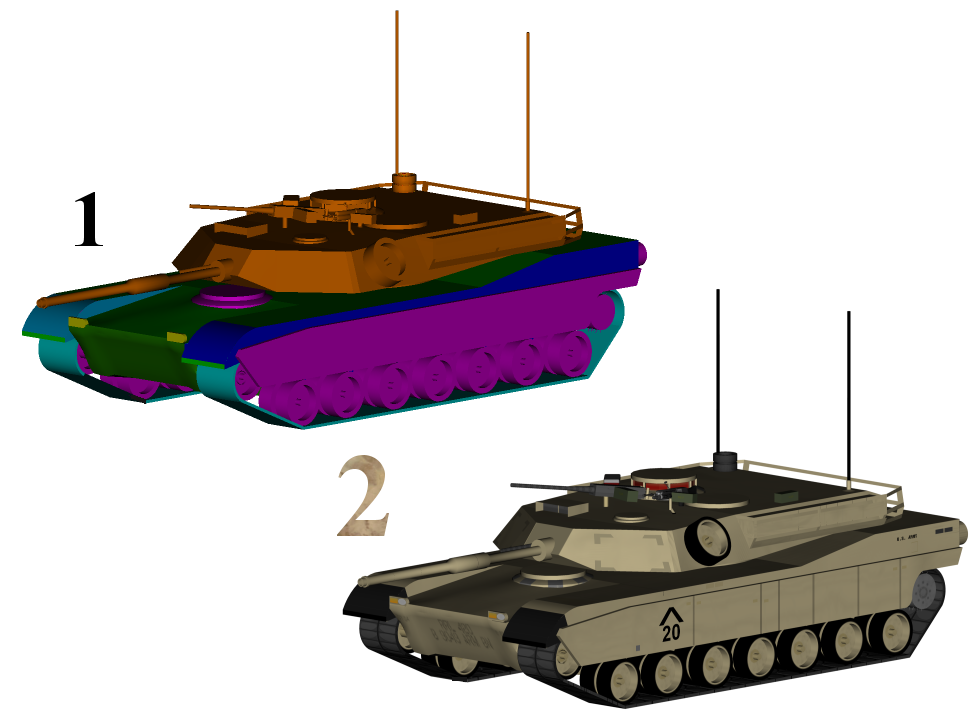
1 = Modelo sin texturas
2 = Modelo con texturas

Una textura es una imagen de mapa de bits en el espacio (u,v) o (s,t) que se aplica a una figura, ya sea tridimensional o bidimensional, para darle realismo, mediante un programa de gráficos especializado. Algunos tipos comunes de texturas incluyen:
- Texturas de color: Se utilizan para aplicar patrones de color y detalles visuales a la superficie de un objeto.
- Texturas de normal map: Permiten simular detalles de relieve en una superficie, lo que mejora la apariencia de objetos tridimensionales al interactuar con la luz.
- Texturas de desplazamiento: Se utilizan para alterar la geometría de una superficie virtual, creando efectos de relieve y deformación.
- Texturas Specular: Controlan la forma en que un objeto refleja la luz, permitiendo simular superficies brillantes o rugosas.
- Texturas de emisión: Hacen que una superficie emita luz propia, lo que puede ser útil para representar materiales autoluminosos o efectos especiales.

## Aplicaciones de las texturas
Las texturas son ampliamente utilizadas en diversas aplicaciones de gráficos por computadora, como:
- Videojuegos: Las texturas se utilizan para representar personajes, entornos, objetos y efectos visuales en juegos, mejorando la apariencia y la inmersión.
- Animación y efectos visuales: Las texturas son fundamentales para crear imágenes realistas y detalladas en animaciones y efectos visuales en películas, comerciales y otros medios audiovisuales.
- Diseño arquitectónico: Las texturas se aplican a modelos arquitectónicos virtuales para simular materiales y detalles realistas, permitiendo una visualización precisa de los diseños.
- Simulaciones: En campos como la medicina, la ingeniería y la física, las texturas se utilizan para simular materiales y fenómenos, lo que permite una representación precisa y realista.
- Realidad virtual: Las texturas son esenciales para crear entornos virtuales inmersivos y realistas en aplicaciones de realidad virtual.